# Vânătorul de suflete (Babylon 5)
"Vânătorul de suflete" / "Soul Hunter" este un episod al serialului de televiziune Babylon 5, sezonul 1.

## Subiect
Delenn este în pericol atunci când pe stație sosește un vânător de suflete, un extraterestru despre care se spune că ar captura sufletele muribunzilor.